# Enfield SA-80
Enfield SA 80 è un fucile d'assalto britannico, del tipo bullpup dal calibro 5,56 × 45 mm NATO, usato dalla fanteria e derivato dal prototipo IW XL70E3.

## Storia
Subito dopo la fine della seconda guerra mondiale i progettisti della Royal Small Arms Factory cominciarono a studiare un fucile d'assalto destinato alle truppe britanniche, denominato EM-2. Gli studi furono interrotti per l'adozione come munizionamento standard in ambito NATO della cartuccia da 7,62 mm, ma furono ripresi negli anni settanta, basandosi su un munizionamento di nuova concezione, da 4,85 mm, il prototipo (mai entrato in produzione) fu denominato IW XL65E5.  Quando in ambito NATO la cartuccia 7,62 mm  fu scartata, poiché troppo potente per un'arma automatica, e fu imposto un unico munizionamento per tutte le armi individuali degli stati membri, il calibro dell'arma dovette essere portato a 5,56 mm. Alla fine fu adottata la cartuccia belga SS109 (M855 secondo la denominazione americana), cal. 5,56×45 mm e i britannici approdarono al IW XL70E3 della Enfield, rinominato L-85 nel 1985. La configurazione adottata per l'arma (a partire dal IW XL65E5), era quella con canna entro il calcio, quindi con grilletto anteriore  rispetto al congegno di sparo e al caricatore (bull pup): questa differente disposizione  riduce la lunghezza totale del fucile senza ridurre la lunghezza della canna e quindi la precisione.
Quest'arma, pur non brillando inizialmente in affidabilità al di fuori del clima nord europeo, fu comunque adottata dalle forze armate britanniche, ma dopo vari problemi verificatisi durante la prima guerra del Golfo (in special modo nell'operazione Granby) si decise di correre ai ripari, e la Heckler & Koch vinse l'appalto per aumentarne l'affidabilità. Questa operazione, effettuata su 200.000 pezzi, costò 400£ ad arma, e fu effettuata anche sulle versioni carabina e LSW. Sulla nuova versione A2 il ministero della difesa inglese dichiarò che "modificate sotto la luce delle esperienze operative...sono le armi più affidabili del loro genere nel mondo". Dei problemi si presentano in climi caldi e soprattutto caldi aridi. Secondo notizie che risalgono al 2006  i militari britannici lamentavano saltuariamente ancora problemi di affidabilità, almeno in aree sabbioso-desertiche.

## Caratteristiche
Come bullpup, non essendo stata progettata per un uso ambidestro, non ha la possibilità di essere utilizzata anche dai mancini, cioè l'espulsione dei bossoli è irreversibilmente a destra, limitando quindi l'arruolamento ai destrimani e dovendo scartare i mancini, che sono il 7-10% della popolazione, o costringendoli ad usare l'arma in modo non intuitivo.
Al di là di tutto risulta un'arma pratica nell'uso e nel porto, nella versione con ottica di mira 4× e reticolo a baionetta al trizio per uso in condizioni di scarsa luminosità, abbinato a un alzo meccanico a ruota fino ad 800 m. Un binomio arma-ottica eccezionale per l'epoca dell'adozione e ancor oggi apprezzato sebbene concettualmente superato. Il materiale che consente la luminescenza del reticolo è debolmente radioattivo, quindi  nel caso di rottura dell'ottica il manuale d'uso richiede al soldato di allontanarsi  e richiedere l'intervento di un apposito tecnico attrezzato per mettere arma e ottica in sicurezza.

## Varianti
Esistono 4 varianti principali che formano la serie SA80:
- L85A1 / L85A2 IW Rifles;
- L86A1/L86A2 LSW;
- L22A1/L22A2 Carbine;
- L98A1/L98A2 Cadet rifles.